# Celso Macor
Celso Macor (Versa, 4 agosto 1925 – Gorizia, 28 novembre 1998) è stato uno scrittore, poeta e saggista italiano.

## Biografia
Nacque a Versa, presso Romans d'Isonzo, il 4 agosto 1925, da Antonio e Teresa Mucchiut. Ancora adolescente, iniziò a impegnarsi nel locale Circolo Ricreativo Sportivo Filodrammatico, con il quale mise in scena adattamenti e anche testi propri. Conseguita la maturità classica presso il Liceo “Dante Alighieri” del capoluogo isontino, tra il 1959 e il 1961 insegnò cultura civica ai corsi E.N.A.L.C. di Gorizia, e dal 1962 curò i servizi giornalistici del Comune di Gorizia fino ad assumere il ruolo di responsabile dell'Ufficio stampa e pubbliche relazioni. Nel corso degli anni affiancò alla professione una costante attività pubblicistica, in particolare quale corrispondente da Gorizia e provincia del quotidiano romano «Il popolo» (1957-1962), direttore dei periodici «Iniziativa isontina» (dal 1979 al 1996) e «Alpinismo goriziano» (notiziario della locale sezione del Club Alpino Italiano), editorialista e vicedirettore del settimanale diocesano «Voce isontina» e collaboratore di «Studi Goriziani». Fu socio fondatore e poi membro del direttivo dell'Istituto per gli Incontri culturali mitteleuropei. Fino al 1965, anno del matrimonio, visse a Versa; in seguito abitò a Gorizia, e infine, dal 1969, a Lucinico.
Oltre a svolgere per decenni attività giornalistica sui periodici locali e regionali, Macor scrisse numerosi saggi e volumi di interesse storiografico e ambientale sul Friuli goriziano e su Gorizia, sul Collio, sulle Alpi Giulie, sull'Isonzo, sul Torre, ma anche sull'alpinismo e sugli alpinisti, e in particolare su Julius Kugy, alla riscoperta del quale diede un impulso determinante dedicandogli un contributo già nel 1966. Sono molti anche gli scritti di politica e cultura pubblicati su libri, riviste e atti di convegni, nonché le prefazioni e le introduzioni a volumi di altri autori. In particolare negli anni Novanta collaborò ad alcuni volumi fotografici nei quali i suoi testi di commento entrano in dialogo con immagini che illustrano l'orizzonte di una regione, il Friuli, segnata dall'incontro di culture ed etnie diverse.
Dopo L'uomo e la vigna (1971), la scrittura letteraria di Macor si indirizzò alla lingua friulana, in particolare dopo il terremoto del 1976, e diviene pubblica con le tredici liriche di Impiâ peraulis ('Accendere parole'), volumetto edito nel 1980 con una premessa del germanista e traduttore Ervino Pocar. Nel 1986 fu la volta de I vôi dal petarôs (‘Gli occhi del pettirosso’), raccolta di tredici racconti friulani che mettono a tema, fra l'altro, l'incapacità dell'intellettuale di salvare quei vincoli solidali e quella autenticità che la cultura friulana aveva ricevuto in eredità dal passato contadino. La pacificazione con quel passato si fa sempre più profondamente desiderata nella raccolta poetica Se 'l flun al mûr (‘Se il fiume muore’, 1989), ma l'oscillazione tra una prospettiva di sconforto e spiragli di speranza è manifesta sia nelle prose di Tiara (‘Terra’, 1991), sia in Puisiis a Viarsa ('Poesie a Versa', 1994).
Nel 1996 la produzione friulana fu raccolta da Macor stesso in due volumi intitolati I fucs di Belen (‘I fuochi di Beleno’), mentre nel 1999 alcuni scritti furono ristampati con la traduzione slovena in Cui ciantaraja dopo di me? Kdo bo pel za menoj? (‘Chi canterà dopo di me?'), a cura di Jurij Paljk. Oltre che in sloveno, alcune poesie sono state tradotte in tedesco e in catalano. A dieci anni dalla morte è comparso postumo Ài samenât un ciamp di barburissis. Ho seminato un campo di fiordalisi (2008), edizione degli scritti contenuti in un'agenda che – come ricordava il curatore Rienzo Pellegrini – «accosta e compone facce complementari e solidali di una personalità che nell'esercizio assiduo del giornalismo e della letteratura, nei suoi diversi generi, ha espresso intenzioni e ideali non divaricati», così da provarne «nel concreto, nello svolgersi dei fogli, la coerenza di fondo, pur con le perplessità, con le incrinature che l'esistere non elide». Macor, infine, si misurò anche con la traduzione in friulano delle Laudes creaturarum di Francesco d'Assisi (1991) e curò la raccolta di tutte le poesie di Franco de Gironcoli.
Per la sua scrittura in friulano Macor adottò ordinariamente la varietà di Versa, con contaminazioni da quella di Lucinico; ma l'impasto lessicale accoglie anche voci ormai dimenticate, tedeschismi e tessere della lingua familiare, divenendo un mezzo espressivo tanto tenacemente ancorato a luoghi e tempi di una vicenda umana ben precisa quanto ricco sul piano della profondità storica, dell'ampiezza geografica e dello spessore affettivo.
Sul piano critico, è stato segnalato che «la propensione autobiografica o la presenza di un io poetico definito e tangibile non riducono la letteratura di Macor a un canto monodico: la sua poesia e i suoi racconti possiedono le risonanze della polifonia e la coralità dell'universo contadino, del quale costituiscono un'immagine nitida ed eloquente. E nondimeno, la forte connotazione storica e gli agganci concreti rendono vive e contemporanee quelle pagine, conferendo alla contingenza delle storie un valore paradigmatico». Nel pensiero di Macor, infatti, la realtà della memoria riveste una funzione fondamentale, concretizzandosi sia in una pratica letteraria continuamente riferita alla storia, sia in un esercizio di testimonianza teso a scongiurare quella frattura tragicamente insanabile dovuta alla perdita dei legami con il passato.
Rimane più difficile tracciare un profilo dell'impegno pubblico di quest'uomo dalla personalità discreta e dalla sensibilità complessa; per il quadriennio 1961-65 fu consigliere provinciale, ma collaborò continuamente con numerose istituzioni quali il Centro Studi "Sen. Antonio Rizzatti", l'Istituto di Storia sociale e religiosa, l'Istituto per gli Incontri culturali mitteleuropei, di cui fu socio fondatore, la Società filologica friulana, l'Union Scritôrs Furlans, la Biblioteca statale isontina. Il volume Celso Macor. Identità e incontri (1999), nel quale è raccolto un numero significativo di articoli per la stampa, riesce in qualche misura a dare conto delle numerose sfaccettature della sua attività pluridecennale. Molti dei corsivi, e in particolare quelli scritti per «Voce isontina», illuminano le pagine più propriamente letterarie, e ne risultano a loro volta illuminati. La prosa giornalistica di Macor è caratterizzata dalla radicalità dell'analisi critica e da una visione della cosa pubblica aliena tanto ai compromessi quanto ai radicalismi e alle chiusure identitarie: «Senza cadute nella retorica, attraversa ciascuna di quelle pagine una robusta tensione etica, non soffocata dallo sguardo retrospettivo né paralizzata dal senso di colpa per non aver saputo formulare ipotesi alternative di sviluppo e opporre resistenza alle leggi economiche e sociali che hanno sfigurato il volto umano della campagna». Ciò che ha conferito respiro al pensiero di Macor è indubbiamente l'esperienza del confine, associata alla consapevolezza di vivere in uno spazio geografico incerto (emblematica, a questo proposito, la prosa Friulani di confine): dalla riflessione sulla realtà marginale del Goriziano sono derivati uno sguardo politico lungimirante, un'azione improntata al dialogo con i popoli vicini, una solida volontà di rinnovamento culturale, una tensione fattiva per la pace e per la valorizzazione delle diversità.
Nei giorni successivi alla scomparsa dello scrittore, avvenuta il 28 novembre 1998, su iniziativa di varie associazioni è stato redatto un manifesto trilingue (in italiano, friulano e sloveno) che riconosceva l'importanza della sua opera per il dialogo e per il panorama culturale del Goriziano: «In silenzio ha lasciato la terra dell'Isonzo che ha tanto amato. Poeta forte, scrittore rigoroso, giornalista, lascia un esempio di dialogo e di verità per le generazioni future. Friulano, estimatore di tutte le culture, voce per gli ultimi, cantore della dignità dell'uomo, della creazione e della fratellanza tra diversi, contro ogni violenza e guerra. Ha creato corresponsabilità e infuso speranza. Un'eredità da raccogliere e tradurre in impegno per il bene comune».
Celso Macor, infine, non fu soltanto un innamorato della montagna, e in particolare delle Alpi Giulie, ma anche un appassionato alpinista. Tra le centinaia di ascensioni e le diverse imprese, si ricorda l'apertura di una nuova via, classificata di 4º e 5º grado, sulla Croda Rossa di Sesto, in cordata con Franz Happacher (10 settembre 1959); sempre con Happacher, nell'anno successivo ha aperto un'altra via di 5º grado sul Campanile Carducci del monte Giralba di Sopra (25 agosto 1960). Amico delle più note guide alpine di Sesto Pusteria, ha scalato otto volte la Croda dei Toni, una decina di volte tutte e tre le Cime di Lavaredo, cinque volte Cima Una e quasi tutte le altre montagne della Val Fiscalina.
Numerosi i premi ricevuti per l'attività pubblicistica e letteraria; tra questi, il Premio "Epifania" di Tarcento (1988), il Premio "San Rocco" di Gorizia (1988), il Premio nazionale di poesia “Città di Thiene” (1990), il Premio letterario nazionale "Carnia" (1998). Ha inoltre partecipato, in rappresentanza della poesia friulana, al Festival internazionale di poesia di Barcellona (1990). Tra i riconoscimenti più importanti, si ricorda l'Ehrenurkunde della città di Klagenfurt (1991) per la cura delle relazioni del gemellaggio della capitale della Carinzia con la città di Gorizia. Negli anni Novanta i suoi scritti friulani sono stati presentati a Klagenfurt, al castello Metternich di Grafenegg e a Bleiburg.
A Celso Macor è intitolata la biblioteca di Lucinico e, dal 2015, l'Istituto comprensivo di Romans d'Isonzo, oltre a un premio letterario istituito nel 2002 dal Comune di Romans. Dal 1999 gli è intitolato anche l'asteroide 8411 Celso, scoperto il 3 ottobre 1996 all'osservatorio del Circolo Culturale Astronomico di Farra d'Isonzo.
Dal 27 settembre 2013 le carte private dello scrittore costituiscono un fondo autonomo conservato e consultabile presso l'Archivio di Stato di Gorizia.

## Opere

### Monografie
- Dieci anni [del Circolo Ricreativo Filodrammatico di Versa, 1946-1956], a cura di C. Macor, Udine, Arti Grafiche Friulane, 1955 (contiene la poesia in italiano Croda dei toni)
- Dal 1956 - anno decimo al 1959 - anno tredicesimo [Circolo Ricreativo Filodrammatico di Versa], a cura di C. Macor, c.i.p.
- Impiâ peraulis, Udine, Società Filologica Friulana, 1980
- Storia e controstoria. 30 anni con la D.C. isontina, c.i.p., 1981
- I vôi dal petarôs, Udin, Clape Culturâl Aquilee - Voce Isontina, 1986
- Viarsa, Romans d'Isonzo, s.i.t., 1987 (con Dario Delpin)
- Se 'l flun al mûr, Brazzano di Cormòns, Braitan, 1989
- Isonzo, Gorizia, Cassa di Risparmio di Gorizia, 1991 (1), 1992 (2)
- Tiara, Brazzano di Cormòns, Braitan, 1991
- Aghis, tre incisioni acquarellate di Dario Delpin, poesia di Celso Macor, Romans d'Isonzo, Circolo A.C.L.I., 1991
- Puisiis a Viarsa, Versa, C.R.F.S. - Parrocchia di S. Andrea - Circolo A.C.L.I. di Romans d'Isonzo, 1994 (con Dario Delpin)
- Mistîrs, quattro incisioni acquarellate di Dario Delpin, testo di Celso Macor, Romans d'Isonzo, Circolo A.C.L.I. - Circolo R.S.F., 1995
- Ervino Pocar, Pordenone, Studio Tesi, 1996
- I fucs di Belen. Zinc stagions di puisiis e prosis, Brazzano di Cormòns, Braitan, 1996
- Volo con l'aquila. Immagini e pensieri sulle Alpi Giulie, Gorizia, Club alpino italiano, Sezione di Gorizia - B&V editori, 1998 (fotografie di Carlo Tavagnutti)
- Aesontius. Dalle Alpi al mare. Von den Alpen zum Meer, Gorizia, B&V editori, 1999 (fotografie di Luigi Cargnel, Massimo Cargnel, Rinaldo Gorini, Carlo Tavagnutti, Mirko Bijuklič, Viljem Lango, Lado Pavlina, Rafael Podobnik; traduzioni di Renate Lunzer)
- Cui ciantaraja dopo di me? Kdo bo pel za menoj, a cura di Jurij Paljk, Gorizia, Tipografia Budin, 1999
- Silenzi in concerto. Sinfonia di immagini e poesia sulle Alpi Giulie, Gorizia, B&V editori, 1999 (fotografie di Renato Candolini; traduzioni di Antonija Valentinčič, Renate Lunzer e Paola Predolin)
- Flun. Fiume. Reka, Gorizia, Grafica Goriziana, 2003 (con Jurij Paljk; traduzioni di Filibert Benedetič, Daria Betocchi, Anna Bombig, Jolka Milič, Jurij Paljk)
- Ài samenât un ciamp di barburissis. Ho seminato un campo di fiordalisi, a cura di Rienzo Pellegrini, Gorizia, Biblioteca Statale Isontina, 2008
- Svualâ senza slaifs. Volare senza freni, a cura di Gabriele Zanello, Udine, Società Filologica Friulana, 2018 (nel cofanetto Sentire il tempo. Vecchie prose e altri versi)
- Trilogia isontina. Isonzo, finalmente fiume di pace. Torre, fiume del Friuli. L'uomo e la vigna, a cura di Rienzo Pellegrini, Udine, Società Filologica Friulana, 2018 (nel cofanetto Sentire il tempo. Vecchie prose e altri versi)
- La lotta con il tempo e con la parola. Carteggio 1967-1981 (con Ervino Pocar), edizione a cura di Gabriele Zanello, prefazione di Renate Lunzer, Trieste - Gorizia, Libreria antiquaria Drogheria 28 - Biblioteca Statale Isontina, 2019
- Impiâ peraulis. Accendere parole. Netim besede. Wörte anzünden, 1, Canti con accompagnamento. Cjants cun compagnament. Pesmi s spremljavo. Lieder mit Begleitung, a cura di Renate Lunzer e Gabriele Zanello, Udine, Società Filologica Friulana, 2024 (nel cofanetto Impiâ peraulis. Accendere parole. Netim besede. Wörte anzünden. Letture transfrontaliere)
- Impiâ peraulis. Accendere parole. Netim besede. Wörte anzünden, 2, Ritratti dell'autore. Ritrats dal autôr. Avtorjev portret. Porträte des Autors, a cura di Renate Lunzer e Gabriele Zanello, Udine, Società Filologica Friulana, 2024 (nel cofanetto Impiâ peraulis. Accendere parole. Netim besede. Wörte anzünden. Letture transfrontaliere)

### Estratti da riviste pubblicati come monografia autonoma
- Isonzo, finalmente fiume di pace, Gorizia, Iniziativa Isontina, 1965 (estr. dal n. 23 della rivista, luglio 1965; servizio fotografico di Luigi Cargnel)
- Torre, fiume del Friuli. Viaggio fra sentimenti e ricordi, attraverso il tempo e la vita della campagna friulana, Gorizia, Iniziativa Isontina, 1966 (estr. dal n. 26 della rivista, febbraio 1966; servizio fotografico di Luigi Cargnel)
- Ricordo di Giulio Kugy, lo scopritore delle Alpi Giulie, Gorizia, Iniziativa Isontina, 1966 (estr. dal n. 30 della rivista)
- Ricordo di Giulio Kugy, lo scopritore delle Alpi Giulie, II edizione, Gorizia, Iniziativa Isontina, marzo 1967 (estr. dal n. 30 della rivista)
- Giulio Kugy, lo scopritore delle Alpi Giulie, Gorizia, CAI – Tipografia Sociale, 1969 (ampliamento dell'articolo del n. 30 della rivista «Iniziativa Isontina», dicembre 1966; con traduzione in tedesco e sloveno; articolo ampliato già pubblicato anche in sloveno con la traduzione di Marijan Brecelj: C. Macor, Julius Kugy – pesnik naši Alp, «Goriška srečanja», a. 4 (1966), n. 1, pp. 42–50)
- L'uomo e la vigna, Gorizia,  Arti grafiche Campestrini, 1971
- Zwölfer, Gorizia, Iniziativa Isontina, 1974-75

### Contributi in volumi collettanei
- Fascino di Mariano, in Mariano e Corona ieri, oggi e domani, Mariano, Amministrazione comunale, 1968, pp. 37–38
- Un fiume per tre popoli, in Enciclopedia monografica del Friuli - Venezia Giulia, 1, Il paese, Udine, Istituto per l'Enciclopedia del Friuli - Venezia Giulia, 1971, pp. 349–351
- Lucinico e i suoi danzerini, in I danzerini di Lucinico, Gorizia, Arti grafiche Campestrini, 1973 [riproduce l'articolo scritto per «Iniziativa Isontina» n. 55, agosto-settembre 1972, pp. 89–92]
- L'anima nella tradizione, in L'immagine di Gorizia, Gorizia, Comune di Gorizia, 1974, pp. 308–309
- Duecento anni di alpinismo sul Tricorno, in Tricorno. 1778-1978, Gorizia, CAI, 1978, pp. 25–75
- Lucinico, in I danzerini di Lucinico. Danze, tradizioni, costume, mille anni di storia del paese. Nel 50º anniversario di fondazione, 1929-1979, Gorizia, Arti grafiche Campestrini, 1979, pp. 45–70
- L'Isonzo, in Gorizia e l'Isontino, Gorizia, Cassa di Risparmio di Gorizia, 1980, pp. 9–12
- Un secolo, in Un secolo di alpinismo goriziano. 1883-1983, Gorizia, CAI, 1983, pp. 13–24
- Montagne senza confini. I Convegni Alpi Giulie, in Un secolo di alpinismo goriziano. 1883-1983, Gorizia, CAI, 1983, pp. 35–40
- Ervino Pocar e Nino Paternolli, in Un secolo di alpinismo goriziano. 1883-1983, Gorizia, CAI, 1983, pp. 65–72
- La morte di Nino Paternolli nel «Diario» di Ervino Pocar, in Un secolo di alpinismo goriziano. 1883-1983, Gorizia, CAI, 1983, pp. 73–74
- L'ambiente, in Il Carso isontino tra Gorizia e Monfalcone, Trieste, Lint, 1984, pp. 309–319
- Per un recupero della lingua friulana impoverita dalla perdita della civiltà rurale e dalla rinuncia, in Atti del convegno di studio sul tema: La ruralità nella cultura contemporanea, Farra d'Isonzo 29 maggio 1983, Gorizia, Grafica Goriziana, 1985, pp. 93–96
- Anima di una tiara, in Marian e i paîs dal Friûl orientâl, Udine, Società Filologica Friulana, 1986, pp. 17–20
- La commemorazione, in Il vescovo Pietro, Gorizia, Voce Isontina, 1987, pp. 43–52
- Introduzione, in Mons. Michele Grusovin: novant'anni nella storia goriziana, Gorizia, Iniziativa Isontina, 1987 (estr. dal n. 89 della rivista)
- I friulani del Goriziano di fronte alla guerra ed alla Resistenza, in I cattolici isontini nel XX secolo, III, Il Goriziano fra guerra, resistenza e ripresa democratica (1940-1947), Gorizia, Istituto di Storia sociale e religiosa, 1987, pp. 211–229
- Ballata in bianco e nero, in Gorizia in posa, Gorizia, Editrice Goriziana, 1989, pp. 9–155
- Dulà che la Furlania 'a finis…, in Friûl di Soreli jevât, Gorizia, Società Filologica Friulana, 1990, pp. 429–432 [poi edito in volume autonomo: Dulà che la Furlania 'a finìs. Kje so meje furlanije. Dove il Friuli finisce, Nozze Mariagrazia Bosco – Dario Kenda, Cormòns, Poligrafiche San Marco, 1998 (novembre); traduzione slovena, inedita, curata da Bruno Podveršič]
- Lip, in Soreli e ploe. Antologia poetica sui giochi, San Giovanni al Natisone, Le Marasche, 1991, pp. 40–43
- Gorizia: mille anni, in Lis luzignutis di Borc San Roc nei tre lustri di vita, a cura di Olivia Averso Pellis, Gorizia, Cassa rurale ed artigiana di Lucinico Farra e Capriva, 1991, pp. 39–40
- Fruta, in Lis luzignutis di Borc San Roc nei tre lustri di vita, a cura di Olivia Averso Pellis, Gorizia, Cassa rurale ed artigiana di Lucinico Farra e Capriva, 1991, pp. 39–40
- Balarina, in Lis luzignutis di Borc San Roc nei tre lustri di vita, a cura di Olivia Averso Pellis, Gorizia, Cassa rurale ed artigiana di Lucinico Farra e Capriva, 1991, pp. 39–40
- Lauda da creaturis. Ciant di fradi soreli, voltât par furlan di Celso Macor, in Francesco d'Assisi, Cantico di frate sole, con traduzioni di Gustav Januš, Hans Kitzmüller e Celso Macor in sloveno, tedesco e friulano, Brazzano di Cormòns, Braitan, 1991, pp. 39–43
- Isonzo e poesia, in Isonzo. Proposte e riflessioni, Sagrado, Comune di Sagrado, 1991, pp. 45–56
- Franco de Gironcoli, in Il Liceo classico di Gorizia. Storia, immagini, ricordi, a cura di Marina Bressan, Monfalcone, Edizioni della Laguna, 1992.
- Pietro Zorutti a Gorizia: poeta e simbolo politico, in Pietro Zorutti e il suo tempo, Atti del Convegno di Studi, Udine, castello, 8-9 maggio 1992, San Giovanni al Natisone, Le Marasche, 1993, pp. 151–169
- Collio. Canto ed epopea nel silenzio delle colline, in Collio, Gorizia, B&V Editori, 1993, pp. 13–44
- Isonzo, popoli e poeti, in Atti delle conferenze della Società Triestina di cultura “Maria Theresia”, Trieste, Edizioni Alabarda, 1994, pp. 45–56
- Völker und Dichter am Isonzo, in Isonzo-Protokoll, a cura di A. Moritsch e G. Tributsch, Klagenfurt - Ljubljana - Wien, Verlag Hermagoras/Mohorjeva, 1994, pp. 175–196
- «I fascinârs» - 29/30 maggio 1915, in Calandàri pa l'an dal Signôr 1995, Villesse, s.i.t., 1994.
- Luigi Cargnel, in Luigi Cargnel, Gorizia, Comune di Gorizia, 1996, pp. 5–7 (“Quaderni di fotografia”, 1)
- Gli anni della leggenda, in Luciano Falzari, Versa: cinquant'anni con il circolo, Versa, Circolo Ricreativo Sportivo Filodrammatico, 1996, pp. 65–67
- Friulani di confine, in Cultura di confine, Atti del XXIX Convegno, Gorizia, Istituto per gli Incontro culturali mitteleuropei, 1996, pp. 121–127
- Aggrappato alle radici..., in Cento anni per la nostra terra, numero monografico di “Cassarurale. Informazioni ai soci”, a. IV, n. 2, agosto 1996, pp. 54–55
- L'Isonzo, in L'asteroide “Isonzo” (6501), Farra d'Isonzo, Circolo Culturale Astronomico di Farra d'Isonzo, 1997, pp. 7–10
- Al me sanc, in Wenn Ränder Mitte werden. Zivilisation, Literatur und Sprache im interkulturellen Kontext, a cura di Ch. Adobati et alii, Wien, WUV, 2001, pp. 62–63

### Articoli e recensioni per «Studi Goriziani»
- Storia intima del Friuli isontino, in «Studi Goriziani», vol. 37 (1965), pp. 57–61
- Guido Manzini, uomo di frontiera, in «Studi Goriziani», vol. 42 (1975), pp. 37–41
- Omaggio ad Ervino Pocar, in «Studi Goriziani», vol. 43 (1976), pp. 101–106
- Recensione di: Sergio Tavano, Grado. Guida storica ed artistica, in «Studi Goriziani», vol. 44 (1976), pp. 123–125
- Recensione di: Il verde urbano e la città di Gorizia (Quaderni dell'ISIG n. 4), in «Studi Goriziani», vol. 46 (1977), pp. 113–114
- Recensione di: Camillo Medeot, L'Istituto magistrale di Gradisca, in «Studi Goriziani», vol. 46 (1977), pp. 114–116
- Franco de Gironcoli, in «Studi Goriziani», vol. 49 (1979), pp. 7–13
- Recensione di: Sergio Tavano, Gorizia. Storia ed arte, in «Studi Goriziani», vol. 51-52 (1980), pp. 114–116
- Recensione di: Dolfo Zorzut, Sot la nape. I racconti del popolo friulano, in «Studi Goriziani», vol. 55-56 (1982), pp. 138–140
- Recensione di: Marijan Brecelj, Slovenci ob Soči med Brdi in Jadranom, in «Studi Goriziani», vol. 60 (1984), pp. 104–105
- Recensione di: L. Spangher, Di cà e di là de la Grapa. Di cà e di là dal Poméri, in «Studi Goriziani», vol. 70 (1989), pp. 137–138
- Recensione di: Novella Cantarutti, In polvara e rosa. Crevaduri'. Scais. Puisiis, in «Studi Goriziani», vol. 71 (1990), pp. 161–162
- Recensione di: Silvio Domini, Discolz pa i trozi de l'ànema, in «Studi Goriziani», vol. 72 (1990), pp. 104–105
- Guido Maghet, sacerdote e uomo del suo popolo, in «Studi Goriziani», vol. 73 (1991), pp. 89–94
- Il tormento dell'opera incompiuta nelle ultime lettere di Ervino Pocar. Il dramma dell'anticristo (trad. di Ervino Pocar), in «Studi Goriziani», vol. 75 (1992), pp. 19–27
- In ricordo di Franco de Gironcoli poeta, in «Studi Goriziani», vol. 76 (1992), pp. 93–95, 107 [parte di un gruppo di articoli che raccoglie anche scritti di Giorgio Faggin e Gianfranco Ellero, pp. 93–107]
- Recensione di: Anna Bombig, Aga di riûl, in «Studi Goriziani», vol. 76 (1992), pp. 119–122
- Recensione di: Sveta Gora pri Gorici. Monte Santo presso Gorizia. Monsante donǧhe Gurize, in «Studi Goriziani», Vol. 78 (1993), pp. 149–150
- Recensione di: Italo Santeusanio, Lucia Pillon, Camillo Medeot, in «Studi Goriziani», vol. 78 (1993), pp. 162–163
- Recensione di: Ermes di Colloredo, Versi e prose, in «Studi Goriziani», vol. 80 (1994), pp. 140–141
- Recensione di: Henrik Tuma, Dalla mia vita. Ricordi, pensieri e confessioni, in «Studi Goriziani», vol. 80 (1994), pp. 144–147
- Recensione di: Giorgio Faggin, Il savôr dal pan. Poesiis nord-ita[l]ianis dal ‘900, in «Studi Goriziani», vol. 82 (1995), pp. 175-176
- Recensione di: Il Carso di Monfalcone. Un parco sotto casa, in «Studi Goriziani», vol. 82 (1995), pp. 176-177
- Recensione di: Peter Handke, Ancora una volta per Tucidide, in «Studi Goriziani», vol. 85 (1997), pp. 137-138
- Recensione di: Roberto Joos, L'albergo sul confine, in «Studi Goriziani», vol. 86 (1997), pp. 194-195
- Recensione di: Prežihov Voranc [Lovro Kuhar], Doberdò. Gli umili nell'esercito austro-ungarico, in «Studi Goriziani», vol. 87-88 (1998), pp. 418-421

### Articoli e recensioni per «Kadmos. L'informatore mitteleuropeo»
- Ottant'anni dalla guerra. I "fascinârs" di Villesse, N. 6/A (luglio 1994), pp. 8-15.
- Achtzig Jahre nach dem Krieg. Die «Fascinars» von Villesse, in «Kadmos», N. 6/B (Juli 1994), pp. 8-15
- Intermezzi letterari nell'opera di Max Fabiani, in «Kadmos», N. 9 (novembre 1995), pp. 16-18
- Due goriziani nella collana «Civiltà della memoria», in «Kadmos», N. 11 (settembre 1996), p. 9
- Ervino Pocar, in «Kadmos», N. 11 (settembre 1996), p. 10
- Gorizia nella storia dell'Austria, in «Kadmos», N. 12 (novembre 1996), pp. 14-15
- Riflessione a margine del convegno mitteleuropeo su stato e nazione, in «Kadmos», N. 16 (dicembre 1997), pp. 5-9

### Scritti per «Il nostri borg» e «Borc San Roc»
- Imparare dagli errori. Urbanistica, in «Il nostri borg», n. 10 (aprile 1981), p. 3
- Lingua, scuola e cultura, in «Il nostri borg», n. 14 (marzo 1983), pp. 1-2
- La metamorfosi etnica goriziana, in «Il nostri borg», n. 21 (novembre 1986), pp. 1-2
- Puisia, in «Il nostri borg», 25 (aprile 1988), p. 3
- Malandreta nostalgia, in «Borc San Roc», n. 1 (1989), pp. 63–64
- 'Zanel, in «Borc San Roc», n. 2 (1990), pp. 85-92
- Lettera dalla guerra. La storia dell'internamento in Austria dei tre fratelli Madriz, in «Borc San Roc», n. 3 (1991), pp. 97-102
- Quattro anniversari dimenticati [Pietro Zorutti, Carlo Favetti, Federico de Comelli, Franco de Gironcoli], in «Borc San Roc», n. 4 (1992), pp. 107-110
- A proposito della friulanità di Borgo San Rocco, in «Borc San Roc», n. 5 (1993), pp. 101-104
- Fûr dal barcon, in «Borc San Roc», n. 6 (1994), pp. 129-130
- Max Fabiani e la leggenda della Dama Bianca, in «Borc San Roc», n. 7 (1995), pp. 17-20
- Valentin Stanig, pioniere dell'alpinismo e dell'impegno sociale, in «Borc San Roc», n. 8 (1996), pp. 13-17
- Muart sot di un fajâr / Morte sotto un faggio, in «Borc San Roc», n. 9 (1997), pp. 69-71
- Misdì tal Preval. Dintôrs di Gurizza, in «Borc San Roc», n. 10 (1998), pp. 9-10
- Testimonianza, in «Borc San Roc», n. 12 (2000), pp. 87-88 [postumo; premessa di R. Boscarol]
- Toponimi friulani: atto di civiltà, in «Borc San Roc», n. 14 (2002), pp. 5–6 [ristampa dell'articolo pubblicato su «Voce Isontina» n. 34 del 4.9.1982]
- Prejera, in «Borc San Roc», n. 16 (2004), p. 13 [preghiera inedita alla B. V. di Monte Santo / Sveta Gora pri Gorici]
- Prejera pal di da minoranzis: 1 gennaio 1989, in «Borc San Roc», n. 22 (2010), p. 69.

### Scritti per periodici diversi
- Ein Beginn in Gorizia. Die mitteleuropäische Idee in der kulturellen Tradition, in «Pannonia. Magazin für Mitteleuropa», n. 0 (Oktober 1973), pp. 31–32
- La storia dell'alpinismo sulle Alpi Giulie, in «Stelutis Alpinis», a. 24, n. 9 (settembre 1978), p. 1
- I duecento anni del Tricorno, in «Alpi Giulie», 82 (1978), pp. 84–85
- Cuintristoria da bataja da Tôr, in «Il strolic furlan pal 1982», Udine, Società Filologica Friulana, 1981, pp. 127–130
- Ze vino di fâ dal furlan, in «Sot la Nape», 37 (1985), 2, pp. 75–78
- Vittoria e sconfitta: un inutile massacro. A settant'anni dalla fine del primo conflitto mondiale, in «Sot dal Tôr», n. 4 (ottobre 1988), p. 1
- Un leamp antic - Un legame antico, in «Kulturni Dom - Bollettino informativo», n. 2/IV (novembre 1990), p. 14
- L'opera poetica di Novella Cantarutti, in «Friuli nel mondo», a. 39, n. 433 (novembre 1990), p. 14
- Julius Kugy: il signore del Tricorno, in «Regione cronache», n. 9 (marzo 1991), pp. 120–123
- Un sgrisul ta storia, in «Isonzo - Soča. Giornale di frontiera - Časopis na meji», n. 7 (estate 1992), p. 11
- “Aga di riûl” di A. Bombig, in «Sot la nape», 45 (1993), 1, pp. 118–119 [dalla prefazione del volume]
- “A sogni uniti” di C. Bressan, in «Sot la nape», 45 (1993), 1, pp. 121–122
- Il salto oltre la rete. Conversazione con Celso Macor, in «'Zuf de Zur. Informa giovani di Gorizia / Gorica / Gurizza / Görz», a. 5, n. 19 (11 febbraio 1995), p. 2
- L'antica anima di Borgo San Rocco di Gorizia [a proposito di una commedia di Marino Zanetti], in «Sot la nape», 48 (1996), 1-2, pp. 109–110
- Per Novella Cantarutti, in «Metodi e ricerche», n.s., 17 (1998), 2, pp. 196–197
- Il foranc, in «Sot la nape», 51 (1999), 1, p. 104 [postumo]